# 14446 Кінкован
14446 Кінкован (14446 Kinkowan) — астероїд головного поясу, відкритий 31 жовтня 1992 року.
Тіссеранів параметр щодо Юпітера — 3,205.